# Tharyx similis
Tharyx similis är en ringmaskart som beskrevs av Webster och Benedict 1887. Tharyx similis ingår i släktet Tharyx och familjen Cirratulidae. Inga underarter finns listade i Catalogue of Life.